# Sportfreunde Stiller

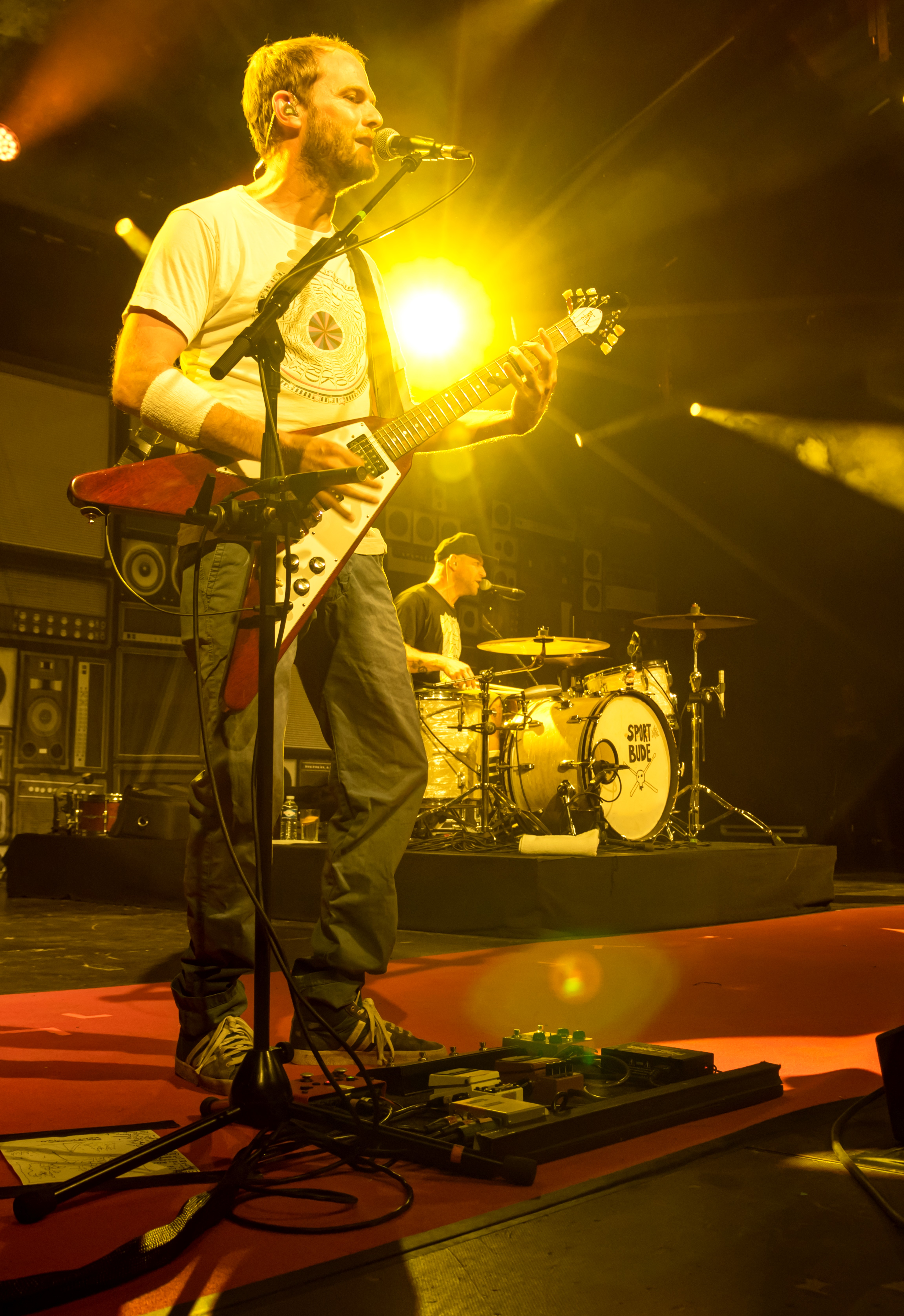
Peter S. Brugger allo Zelt-Musik-Festival nel 2017 a Friburgo in Brisgovia, Germania

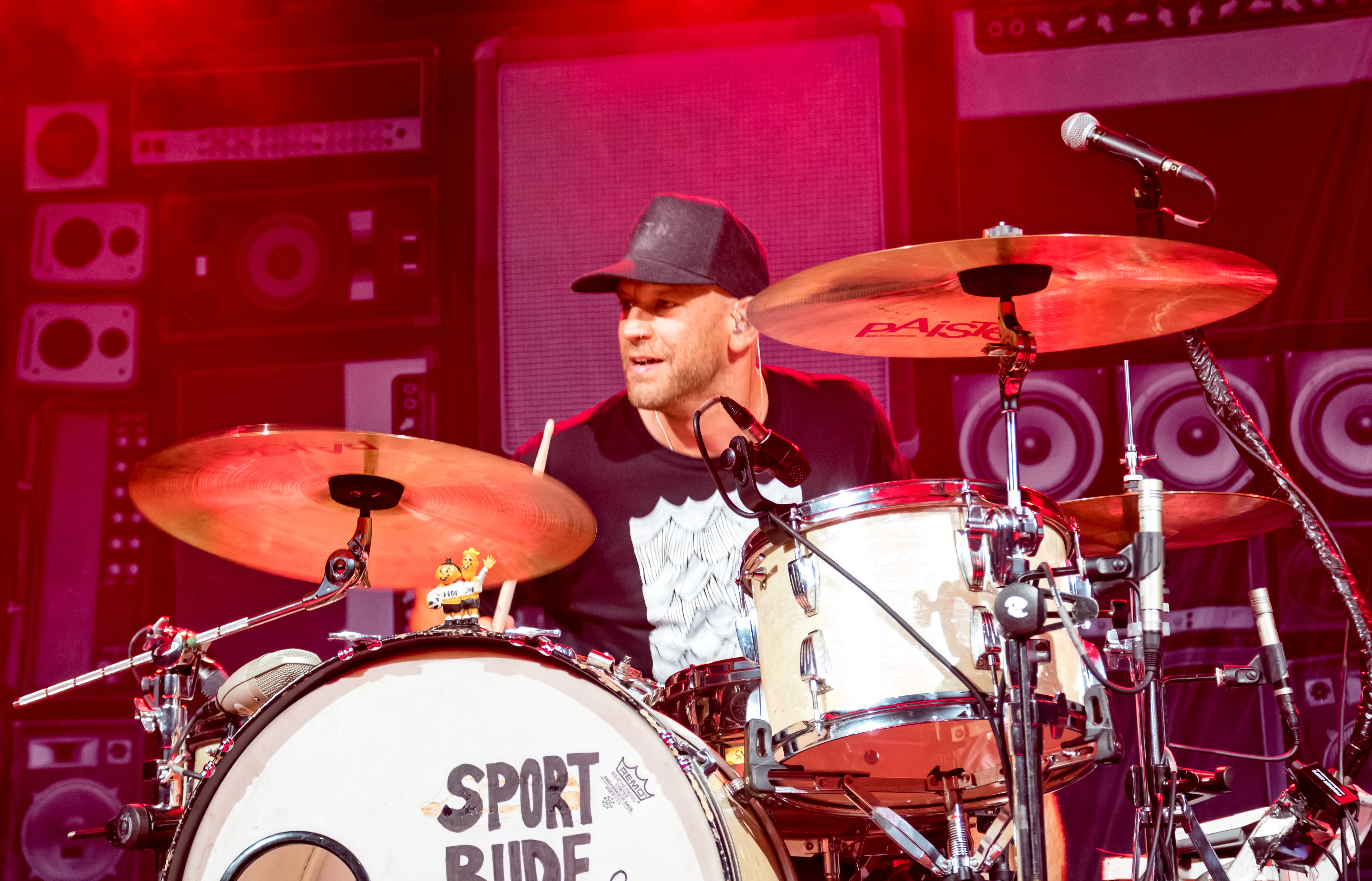
Florian "Flo" Weber allo Zelt-Musik-Festival nel 2017 a Friburgo in Brisgovia, Germania

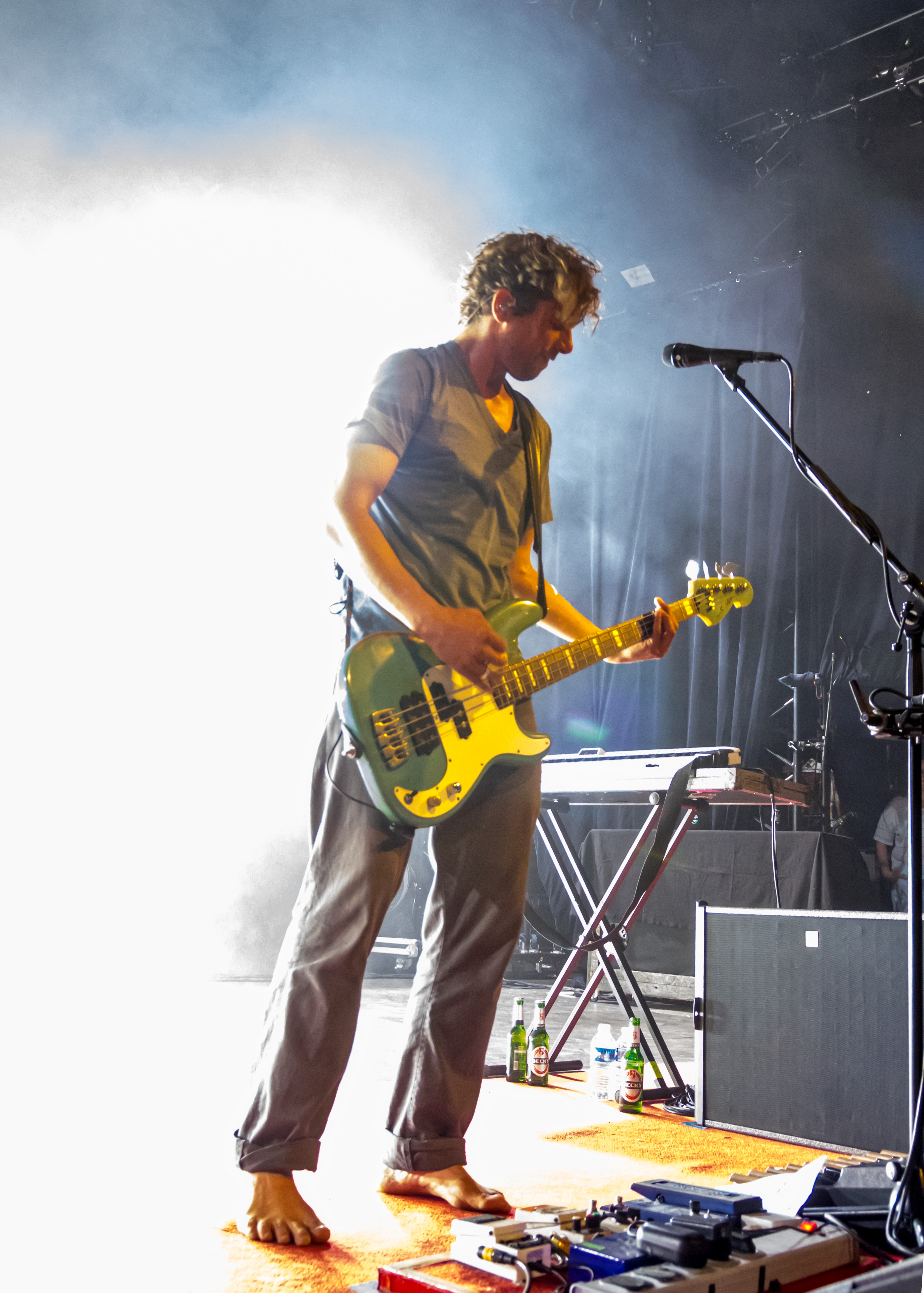
Rüdiger "Rüde" Linhof allo Zelt-Musik-Festival nel 2017 a Friburgo in Brisgovia, Germania

Sportfreunde Stiller (letteralmente "Amici dello sport Stiller" in tedesco) è un gruppo rock tedesco originario di Germering, vicino a Monaco di Baviera.

## Storia
Il gruppo fu fondato nel 1996 da Peter "Balboa" Brugger (chitarra e voce), Florian "Rakete" Weber (batteria e voce), e Rüdiger "Rüde" Linhof (basso). Presero il loro nome originale, Stiller, dal cognome del loro vecchio allenatore di calcio, Hans Stiller, alla SV Germering. Più tardi cambiarono il loro nome a causa di un'altra band chiamata Stiller che aveva i diritti per quel nome.
La canzone degli Sportfreunde Stiller Independent dall'album Die gute Seite fu inclusa nella colonna sonora del videogioco FIFA 2003.
Nel 2006 il gruppo scrisse '54, '74, '90, 2006, un inno dei fan per la Nazionale di calcio tedesca che è diventata una hit in Germania; la canzone commemora le vittorie tedesche nei mondiali di calcio del 1954, 1974, e 1990. Il singolo anticipò di pochi giorni l'album You Have to Win Zweikampf. Dopo che la Germania perse nelle semifinali contro l'Italia il 4 luglio 2006, la canzone fu rinominata '54, '74, '90, 2010 in anticipazione dell'edizione 2010 in Sudafrica.
Successivamente sono usciti gli album La Bum (2007), New York, Rio, Rosenheim (2013) e Sturm & Stille (2016).

## Riconoscimenti
Gli Sportfreunde Stiller sono stati nominati Best German Act agli MTV Europe Music Awards 2006 a Copenaghen (Danimarca).

## Discografia

### Album in studio
- 2000 – So wie einst Real Madrid
- 2002 – Die gute Seite
- 2004 – Burli
- 2006 – You Have to Win Zweikampf
- 2007 – La Bum
- 2013 – New York, Rio, Rosenheim
- 2016 – Sturm & Stille

### Album live
- 2004 – Live / Evil
- 2013 – MTV Unplugged in New York

### EP
- 1996 – EP Macht doch was ihr wollt, ich geh jetzt
- 1998 – EP Thonträger (Sound Storage Medium)

### DVD
- 2003 – DVD: Ohren zu und durch

### Altre pubblicazioni
- 1999 – Maxi Wellenreiten '54
- 2000 – Maxi Fast wie von selbst
- 2000 – Maxi Heimatlied
- 2000 – Split-Single Dancing With Tears In My Eyes with Readymade (Ready Sport - Go! Tour)
- 2001 – Split-Single Friday I'm In Love with Readymade (Ready Sport - Go!2 Tour)
- 2002 – Maxi Ein Kompliment
- 2002 – Maxi Komm schon
- 2002 – Maxi Tage wie dieser
- 2002 – Split-Single Schwule Mädchen with Readymade (Ready Sport Go!3 Tour)
- 2003 – Maxi Ans Ende denken wir zuletzt
- 2004 – Maxi: Siehst du das genauso?
- 2004 – Maxi: Ich Roque
- 2004 – Maxi: 1. Wahl
- 2004 – Maxi: 1. Wahl (2. Wahl)
- 2004 – Maxi: Ein kleiner Schritt (live)
- 2006 – Maxi: '54,'74,'90,2006
- 2006 – Maxi: Pogo In Togo
- 2006 – Maxi: Eine Liebe, Die Nie Endet
- 2007 – Maxi: Alles Roger